# Bubba Franks
Daniel Lamont "Bubba" Franks (født 6. januar 1978 i Riverside, Californien, USA) er en tidligere amerikansk footballspiller, der spillede ni sæsoner i NFL som tight end.
Franks kom ind i NFL i år 2000, hvor han blev draftet af Green Bay Packers. Her tilbragte han de første otte år af sin professionelle karriere, inden han i 2008 rejste til New York og Jets, hvor han spillede en enkelt sæson. 
Franks blev tre gange, i 2001, 2002 og 2003 udvalgt til Pro Bowl, ligaens All Star-kamp.